# Länkarm

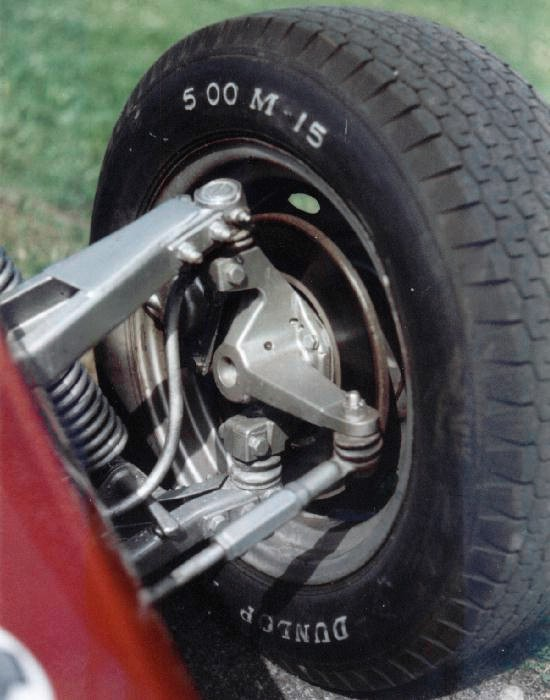
Dubbel länkarmsfjädring

Inom bilbranschen är en länkarm en nästintill platt och triangulär del som har förmågan att vridas runt två fästpunkter. Den större delen, basen av triangeln fäst mot bilens ram medan den smalare delen, spetsen fästes på spindelledens kulled.
Används två länkarmar per hjul kallas det för dubbel länkarmsfjädring, används endast en länkarm per hjul vilket vanligtvis brukar vara den nedre kallas det MacPherson-fjädring. Utöver dessa två finns ytterligare typer av uppbyggnad på fjädring med hjälp av länkarmar.